# Пашшор
Пашшор (Паш-Шор) — река в России, течет по территории городского округа Усинск Республики Коми и Заполярного района Ненецкого автономного округа. Устье реки находится в 63 км по левому берегу реки Налим-Ю. Длина реки составляет 15 км.

## Данные водного реестра
По данным государственного водного реестра России относится к Двинско-Печорскому бассейновому округу, водохозяйственный участок реки — Печора от впадения реки Уса до водомерного поста Усть-Цильма, речной подбассейн реки — Печора ниже впадения Усы. Речной бассейн реки — Печора.
Код объекта в государственном водном реестре — 03050300112103000074017.